# Филип Ервайн фон дер Лайен
Филип Ервайн фон дер Лайен (на немски: Philipp Erwein von der Leyen; † 10 март 1593) е благородник от фамилията „фон дер Лайен“.
Той е четвъртият (от седем деца) син на Мелхиор фон дер Лайен († ок. 1560) и съпругата му Магдалена фон Ингелхайм († сл. 1566), дъщеря на Ханс фон Ингелхайм († 1543) и Елиза фон Райфенберг. Внук е на Андреас фон дер Лайен († сл. 1555) и Барбара фон Рюдесхайм († сл. 1539), дъщеря на Мелхиор фон Рюдесхайм († 1548) и Урсула Боос фон Валдек († 1494). Правнук е на Куно фон дер Лайен († пр. 1500) и Маргарета Вилх фон Алтцай († сл. 1479). Праправнук е на Йохан фон дер Лайен († 1451/1452) и Анна фон Гайзбуш († сл. 1452).
Той има пет братя Ханс Волфганг († 1579), клерик, Марсилиус Готфрид († 1590 в Майнц), каноник в „Св. Албан“ в Майнц, Ханс Андреас († 1616), Ханс († 1593 в Мартенщайн), клерик, Ханс Хайнрих († сл. 1571 в Брабант), клерик, и една сестра Анна Мария († 1627), омъжена за Георг фон Оберщайн († сл. 1619).
Филип Ервайн фон дер Лайен е дядо на Йохан Филип фон Шьонборн (1605 – 1673), курфюрст и архиепископ на Майнц, княжески епископ на Вюрцбург и епископ на Вормс, и прадядо на Лотар Франц фон Шьонборн, княжески епископ на Бамберг (1693 – 1729), курфюрст и архиепископ на Майнц (1695 – 1729).

## Фамилия
Филип Ервайн фон дер Лайен се жени 1572 г. за Анна фон Хепенхайм фом Заал, дъщеря на Йохан Конрад фон Хепенхайм фом Заал († 1560) и Доротея фон Оберщайн († 1582). Те имат три деца:
- Мария фон дер Лайен († сл. 1610), омъжена за Йохан Филип фон Шмидбург († сл. 1610)
- Йохан Волфганг фон дер Лайен († 8 март 1625), шериф на Гернсхайм, женен за Анна Елизабет Бооз фон Валдек († сл. 1622)
- Мария Барбара фон дер Лайен († 1631), омъжена на 24 август 1604 г. за фрайхер Георг Фридрих фон Шьонборн (* ок. 1574; † 16 април 1613/1615), амтман в Курфюрство Майнц, шериф на господството Рункел, син на Филип фон Шьонборн († 1589) и Агата Донерин фон Лорхайм († 1599).[3] Родители на:
  - Йохан Филип фон Шьонборн (1605 – 1673), курфюрст и архиепископ на Майнц (от 1647), княжески епископ на Вюрцбург (от 1642) и епископ на Вормс (от 1663).
  - Филип Ервайн фон Шьонборн (1607 – 1668); баща на:
    - Мелхиор Фридрих фон Шьонборн-Буххайм (1644 – 1717), граф на Шьонборн-Буххайм, държавен министър на Курмайнц
    - Лотар Франц фон Шьонборн (1655 – 1729), княжески епископ на Бамберг (1693 – 1729), курфюрст и архиепископ на Майнц (1695 – 1729).